# Thériso

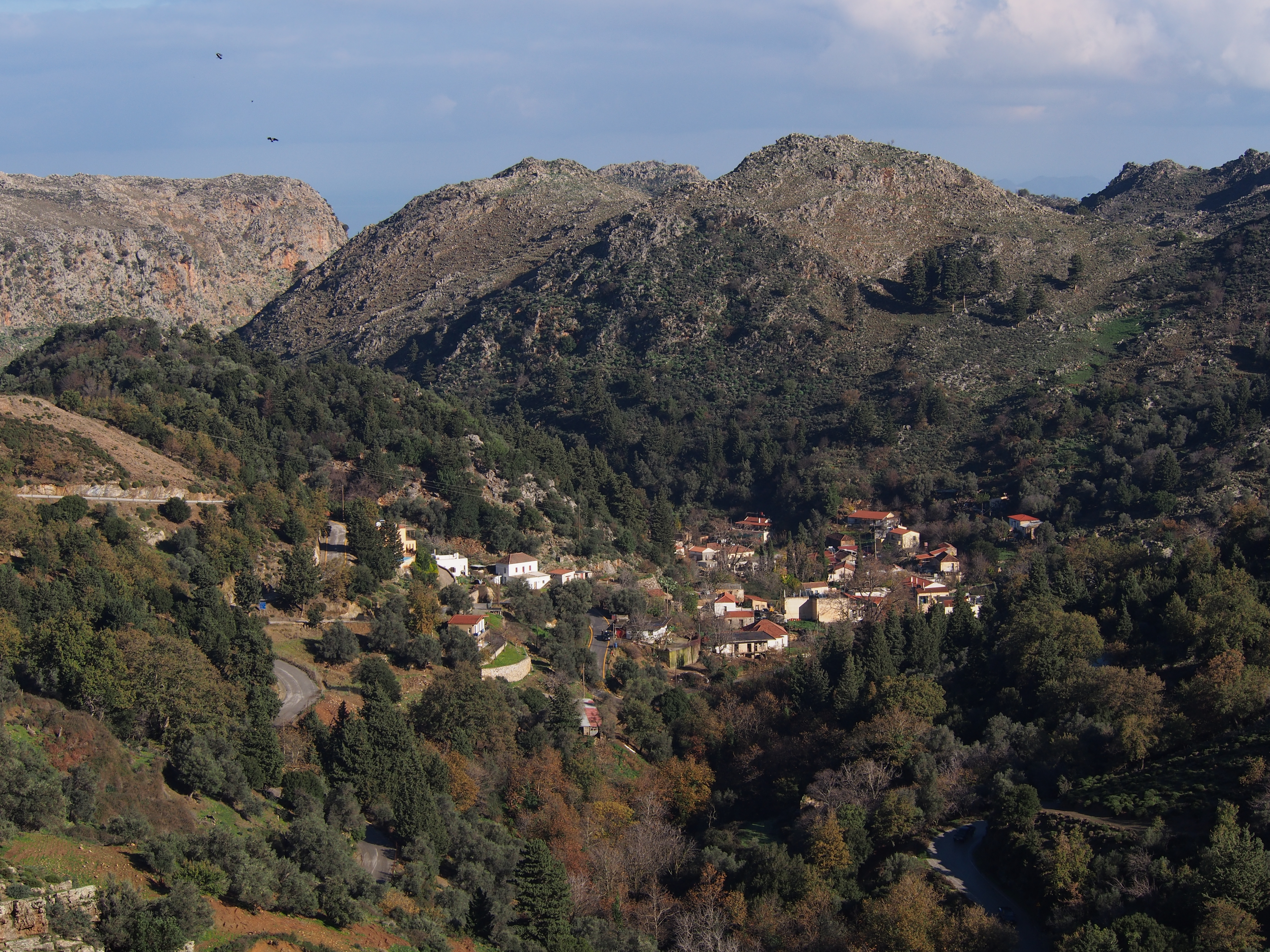
Theriso

Theriso (en griego Θέρισο) es una ciudad situada al oeste de la isla de Creta, Grecia. Forma parte de la antigua provincia de Cidonia que ocupa la parte central de la prefectura de La Canea. 
La ciudad de Theriso está situada al sur de La Canea en lo más alto de la garganta de Theriso. La subida de 14 kilómetros sobre de la garganta es espectacular.
Theriso es una aldea histórica y el lugar de nacimiento de la madre de Eleftherios Venizelos. En 1905, Venizelos organizó a la asamblea revolucionaria en la aldea que expulsó a Jorge, príncipe de Grecia – Alto Comisionado de Creta - y precipitó la independencia de la isla del Imperio otomano y su unión a Grecia.
- Datos: Q1233066
- Multimedia: Theriso / Q1233066